# NGC 2976
NGC 2976 è una singolare galassia nana  della costellazione circumpolare settentrionale dell'Orsa Maggiore . Fu scoperta dall'astronomo tedesco William Herschel l'8 novembre 1801, e catalogato come H I.285. J.L.E. Dreyer la descrisse come "brillante, molto grande, massima estensione di 152°, con una stella coinvolta".  Fa parte del gruppo M81  e si trova 1° 20′ a sud-ovest di Messier 81.  La separazione apparente di questa galassia dal Gruppo M81 è 190 kpc.
La classificazione morfologica di questa galassia è SAa,  che corrisponde ad una galassia a spirale non barrata (SA) con bracci di spirale molto stretti (a). L'effettiva forma visiva della galassia è un disco puro senza bracci di spirale o rigonfiamento. La luminosità e le dimensioni di questa galassia la pongono a metà, tra la Grande e la Piccola Nube di Magellano . De Vaucouleurs e colleghi la classificarono come tipo SAc, suggerendo bracci avvolti meno strettamente. La galassia è inclinata di un angolo di 65° rispetto alla linea di vista dalla Terra .
Sebbene appaia come un disco, ci sono evidenze di una distribuzione dei gas di forma non assial-simmetrica, e che suggeriscono la presenza di una barra centrale, più bracci a spirale di grandi dimensioni.  La struttura interna contiene molte strisce oscure, e aggregati stellari. Ci sono due regioni H II a forte emissione, una su ciascun lato.  Il tasso totale di neo-formazione stellare è 0.2 M☉ /anno .  Il disco esterno mostra una storia di neo-formazione stellare stabile, anche se il tasso di formazione è diminuito significativamente negli ultimi miliardi di anni, e la popolazione è ora costituita perlopiù da stelle più vecchie. Entro un raggio di circa 3 kpc dal centro, la neo-formazione stellare rimane costante, non avendo subito un declino recente.
C'è una nuvola di idrogeno neutro, con una massa di (2,67±0,65)×107 masse solari,
situato 27 kpc a nord-est della galassia, che potrebbe interagire gravitazionalmente con NGC 2976. La galassia mostra anche indizi di allungamento mareale, con un'estesa coda mareale di idrogeno neutro. L’ultima interazione significativa è avvenuta circa un miliardo di anni fa.

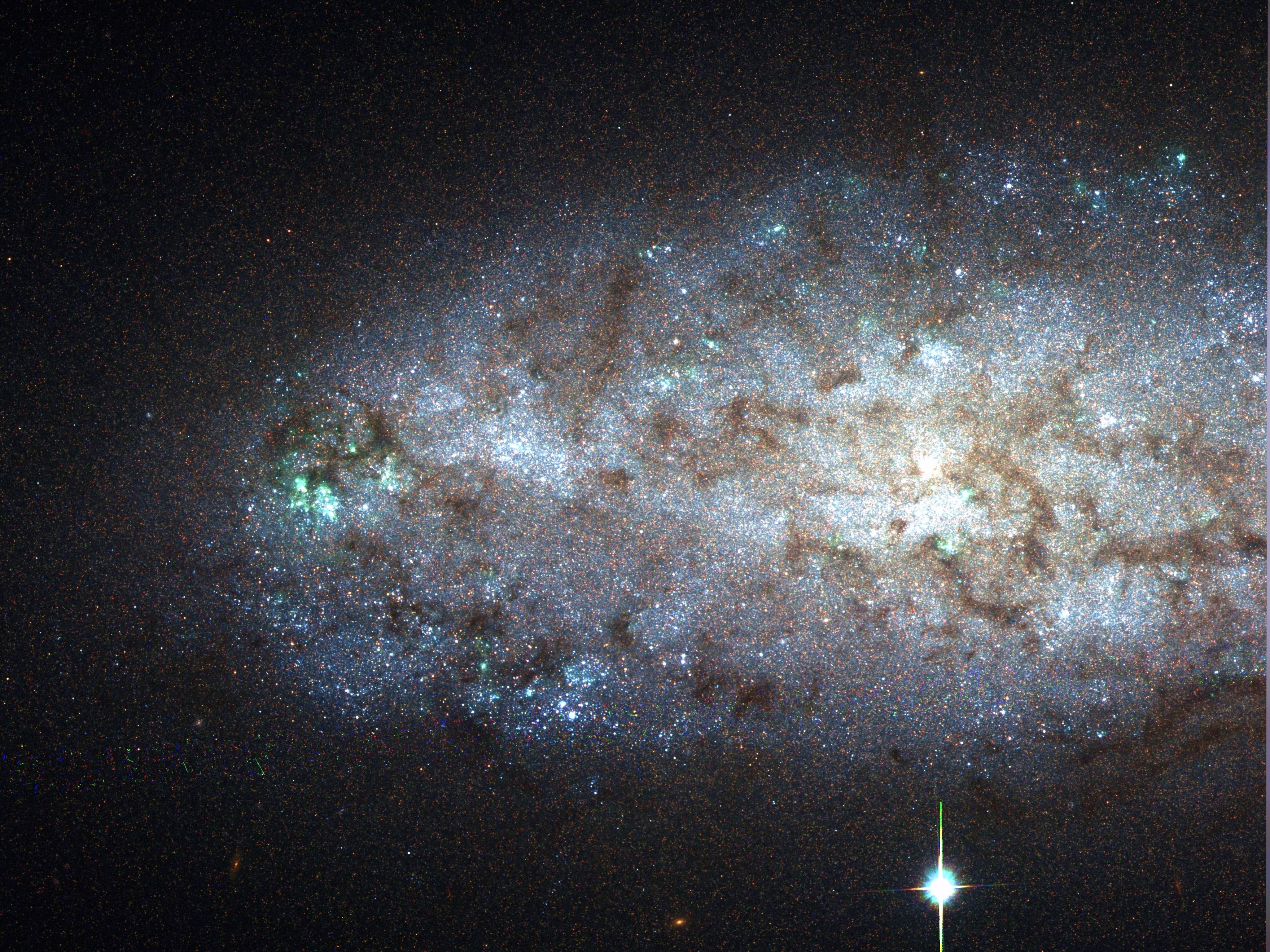
Primo piano di NGC 2976 dal telescopio spaziale Hubble